# Rainbow (album d'Ayumi Hamasaki)
Pour les articles homonymes, voir Rainbow.
Albums de Ayumi Hamasaki
I am...
(2002) Memorial address
(2003)
Remix par Ayumi Hamasaki
Cyber Trance presents ayu trance 2
(2002)
Compilations par Ayumi Hamasaki
A BALLADS
(2003)
Singles
RAINBOW est le cinquième album original de Ayumi Hamasaki sorti sous le label avex trax.

## Présentation
L'album sort le 18 décembre 2002 au Japon sous le label avex trax, produit par Max Matsuura ; il sort moins d'un an après le précédent album original, I am..., sorti le 1er janvier. Il atteint la première place du classement de l'Oricon. Il se vend à 1 016 482 exemplaires la première semaine, et reste classé pendant vingt-deux semaines, pour un total de 1 857 870 exemplaires vendus durant cette période, ce qui en fait le quatre-vingt-neuvième album japonais le plus vendu de tous les temps. C'est le premier album de Hamasaki depuis quatre ans et A Song for ×× à n'avoir pas alors dépassé les deux millions de copies.
Il contient douze chansons, plus trois interludes musicaux (everlasting dream, taskinillusion, neverending dream), et une treizième chanson en bonus appelée + cachée à la fin du dernier titre, partageant la piste n°15 après une fin abrupte du titre independent noté pour l'occasion independent+. La majorité des chansons sont écrites et composées par la chanteuse sous le pseudonyme « CREA » ; elle y écrit pour la première fois trois des textes en anglais. Cinq des chansons étaient déjà parues en face A des singles sortis dans l'année : Free & Easy, H (triple face A contenant independent, July 1st, et HANABI), et Voyage.

## Liste des titres
Toutes les paroles sont écrites par Ayumi Hamasaki. 
| 1.  | everlasting dream (instrumental) | CMJK         | CMJK                            | 1:33 |
| 2.  | WE WISH                          | D.A.I        | HΛL                             | 5:10 |
| 3.  | Real me                          | D.A.I        | CMJK                            | 5:26 |
| 4.  | Free & Easy                      | CREA + D.A.I | HΛL                             | 5:00 |
| 5.  | Heartplace                       | CREA         | tasuku                          | 6:06 |
| 6.  | Over                             | CMJK         | Toshiharu Umesaki, Atsushi Sato | 5:05 |
| 7.  | HANABI                           | CREA + D.A.I | CMJK                            | 4:56 |
| 8.  | taskinillusion (instrumental)    | tasuku       | tasuku                          | 1:20 |
| 9.  | everywhere nowhere               | Pop          | CMJK                            | 4:35 |
| 10. | July 1st                         | CREA + D.A.I | tasuku                          | 4:22 |
| 11. | Dolls                            | CREA         | HΛL                             | 5:56 |
| 12. | neverending dream (instrumental) | HΛL          | HΛL                             | 1:35 |
| 13. | Voyage                           | CREA + D.A.I | Ken Shima                       | 5:08 |
| 14. | Close to you                     | CREA         | Seiji Kameda                    | 5:47 |
| 15. | independent                      | CREA & D.A.I | tasuku                          | 9:53 |
| 16. | + (more than, titre caché)       | CREA + D.A.I |                                 |      |